# Naquei Manou
Naquei Manou je česká kapela hrající indie rock s docela silným nádechem lo-fi. Nahrávky Naquei Manou bývají často přirovnávány k americkým kapelám jako Pavement nebo Sebadoh. Skupina byla založena v roce 1992 v Přezleticích u Prahy, kde byl také provozován po celá devadesátá léta hudební klub Ajsrům, domovská scéna kapely. Za dobu existence Ajsrůmu si zde zahrály kapely české noise a lo-fi scény jako Point, Lyssa, Gnu, Děti deště, Květoslav Dolejší a další.

## Diskografie
- Alzheimer (7“ EP, 1998)
- Beztíže, (CD, 2004)